# Klasszik Rádió
A Klasszik Rádió 92.1 egy klasszikus zenét (komolyzenét) sugárzó magán rádióállomás, amely 2009. december 1-jén indult. Budapesten és 30 km-es vonzáskörzetében. Tulajdonosa, a Target Media Sales kft. a BBC és RFI adását sugárzó frekvenciát a kivonuló angol és francia tulajdonosoktól vásárolta meg.

## Formátum, arculat
A zenei arculat a 35 évesnél idősebb klasszikus zeneszeretők ízlése alapján alakult ki. A frekvencián a korai barokktól a 20. század elejéig tartó időszakban született legnépszerűbb klasszikus zenei darabok kerülnek adásba. Ezen felül napjaink népszerű filmzenéi is szerves részét képezik a zenei repertoárnak. Rövid, informatív szöveges érdekességek (leginkább kulturális és távol-keleti témában), az Info-cseppek párosulnak a legismertebb klasszikus zenei, filmzenei, crossover és musical tételek, számok sugárzásával. 
A zenei tartalom univerzális jellegét egészítik ki a naponta többször jelentkező angol és magyar nyelvű hírműsorok. A csatorna a Kínai Nemzetközi Rádióval (CRI) működik együtt, ezért több műsor is a távol-keleti országok kultúrájával, népeivel foglalkozik.

## Hallgatottság
A rádiót Budapesten az összes rádiót hallgató ember 8,8%-a (kb. 133 000  ember), országos szinten 2,1%-a (kb. 181 000 ember) hallgatja. A hallgatók 48%-a nő, 52%-a férfi. A 18-49 éves rádiózók 3,04%-a hallgatja a csatornát. A hallgatók közül a diplomások aránya 29%, az AB státuszúaké pedig 30%.

## Munkatársak

### Műsorvezetők, szerkesztők
- Zsoldos Dávid – alapító programigazgató[5]
- Pászti Károly – alapító főszerkesztő (2009-2010),
- Szatmári Róbert – főszerkesztő
- Fellegi Lénárd – Nyitány
- Varga Ramóna – szerkesztő, Cinemusic
- Háver-Varga Mariann – Duett, Fidelio klasszik
- Hankó Viktor – Teaház, Távol-kelet közelről, Nagy Falon túl
- Rímer Péter – Teaház, Távol-kelet közelről, Nagy Falon túl
- Gaják Petra – Teaház, Távol-kelet közelről, Nagy Falon túl, Klasszikus Kedvencek

### Hírszerkesztők
- Székely Áron
- Vörös Domonkos